# Coupe du monde de biathlon 1989-1990
Navigation
Édition précédente Édition suivante
La 13e édition de la Coupe du monde de biathlon débute aux Saisies et se conclut à Canmore. Le Soviétique Sergueï Tchepikov remporte le classement général devant Eirik Kvalfoss, alors que Jiřina Adamičková remporte le globe de cristal devant Anne Elvebakk. Les Championnats du monde ont lieu à Minsk, mais le manque de neige amène l'UIPMB à modifier le calendrier et reporter des épreuves sur le site d'Oslo, lors d'une étape de Coupe du monde. En accord avec les biathlètes, l'UIPMB décide alors de comptabiliser les points de ces mondiaux dans le classement de la Coupe du monde 1989-1990. Cette mesure sera reconduite les saisons suivantes. L'IBU, fondée en 1993,  maintiendra la prise en compte des points des championnats du monde dans les classements de la Coupe du monde jusqu'en 2021.

## Classements généraux
| Rang | Nom               | Points | Victoire(s) |
| ---- | ----------------- | ------ | ----------- |
| 1    | Sergueï Tchepikov | 196    | 1           |
| 2    | Eirik Kvalfoss    | 192    | 1           |
| 3    | Valeri Medvedtsev | 161    | 1           |
| 4    | Frank Luck        | 160    |             |
| 5    | Andreas Zingerle  | 159    | 1           |

| Rang | Nom               | Points | Victoire(s) |
| ---- | ----------------- | ------ | ----------- |
| 1    | Jiřina Adamičková | 213    | 4           |
| 2    | Anne Elvebakk     | 183    | 2           |
| 3    | Elena Golovina    | 181    | 2           |
| 4    | Zvetana Krasteva  | 159    | 1           |
| 5    | Svetlana Davidova | 154    | 1           |

## Calendrier et résultats

### Hommes
| Étape | Date             | Place              | Discipline       | Vainqueur              | Deuxième               | Troisième              |
| ----- | ---------------- | ------------------ | ---------------- | ---------------------- | ---------------------- | ---------------------- |
| 1     | 14 décembre 1989 | Obertilliach       | 20 km individuel | André Sehmisch         | Valeri Medvedtsev      | Sergei Bulygin         |
| 1     | 16 décembre 1989 | Obertilliach       | 10 km Sprint     | Birk Anders            | Sergey Tarasov         | Eirik Kvalfoss         |
| 2     | 19 janvier 1990  | Antholz-Anterselva | 10 km sprint     | Iouri Kachkarov        | Sergueï Tchepikov      | Eirik Kvalfoss         |
| 2     | 20 janvier 1990  | Antholz-Anterselva | 20 km individuel | Anders Mannelquist     | Andreas Zingerle       | Eirik Kvalfoss         |
| 3     | 25 janvier 1990  | Ruhpolding         | 10 km sprint     | Iouri Kachkarov        | Birk Anders            | Valeri Medvedtsev      |
| 3     | 27 janvier 1990  | Ruhpolding         | 20 km individuel | Sergueï Tchepikov      | Frank Luck             | Thierry Gerbier        |
| 4     | 1er février 1990 | Walchsee           | 20 km individuel | Birk Anders            | Frode Løberg           | Eirik Kvalfoss         |
| 4     | 3 février 1990   | Walchsee           | 10 km sprint     | Iouri Kachkarov        | Frank Luck             | Mark Kirchner          |
| ChM   | 20 février 1990  | Minsk              | 20 km individuel | Valeri Medvedtsev      | Sergueï Tchepikov      | Anatoli Jdanovitch     |
| ChM   | 22 février 1990  | Minsk              | 10 km sprint     | Annulé, reporté à Oslo | Annulé, reporté à Oslo | Annulé, reporté à Oslo |
| 5     | 6 mars 1990      | Oslo Holmenkollen  | 20 km individuel | Annulé                 | Annulé                 | Annulé                 |
| 5 ChM | 10 mars 1990     | Oslo Holmenkollen  | 10 km sprint     | Mark Kirchner          | Eirik Kvalfoss         | Sergueï Tchepikov      |
| 6     | 15 mars 1990     | Kontiolahti        | 20 km individuel | Eirik Kvalfoss         | Sergueï Tchepikov      | André Sehmisch         |
| 6     | 17 mars 1990     | Kontiolahti        | 10 km sprint     | Andreas Zingerle       | Franz Schuler          | André Sehmisch         |

### Femmes
| Étape | Date             | Place              | Discipline       | Vainqueur              | Deuxième               | Troisième              |
| ----- | ---------------- | ------------------ | ---------------- | ---------------------- | ---------------------- | ---------------------- |
| 1     | 14 décembre 1989 | Obertilliach       | 15 km individuel | Elena Golovina         | Elena Batsevich        | Luiza Cherepanova      |
| 1     | 16 décembre 1989 | Obertilliach       | 7.5 km sprint    | Jiřina Adamičková      | Svetlana Davidova      | Svetlana Paniutina     |
| 2     | 19 janvier 1990  | Antholz-Anterselva | 7.5 km sprint    | Jiřina Adamičková      | Svetlana Paniutina     | Seija Hyytiäinen       |
| 2     | 20 janvier 1990  | Antholz-Anterselva | 15 km individuel | Zvetana Krasteva       | Anne Elvebakk          | Inger Björkbom         |
| 3     | 25 janvier 1990  | Ruhpolding         | 15 km individuel | Elena Golovina         | Svetlana Davidova      | Svetlana Paramyguina   |
| 3     | 27 janvier 1990  | Ruhpolding         | 7.5 km sprint    | Jiřina Adamičková      | Anne Elvebakk          | Mariya Manolova        |
| 4     | 1 février 1990   | Walchsee           | 15 km individuel | Iva Shkodreva          | Myriam Bédard          | Inga Kesper            |
| 4     | 3 février 1990   | Walchsee           | 7.5 km sprint    | Jiřina Adamičková      | Anna Sonnerup          | Dorina Pieper          |
| ChM   | 20 février 1990  | Minsk              | 15 km individuel | Svetlana Davidova      | Elena Golovina         | Petra Schaaf           |
| ChM   | 22 février 1990  | Minsk              | 7,5 km sprint    | Annulé, reporté à Oslo | Annulé, reporté à Oslo | Annulé, reporté à Oslo |
| 5     | 6 mars 1990      | Oslo Holmenkollen  | 15 km individuel | Annulé                 | Annulé                 | Annulé                 |
| 5 ChM | 10 mars 1990     | Oslo Holmenkollen  | 7,5 km sprint    | Anne Elvebakk          | Svetlana Davidova      | Elin Kristiansen       |
| 6     | 16 mars 1990     | Kontiolahti        | 15 km Individual | Jiřina Adamičková      | Elena Belova           | Dorina Pieper          |
| 6     | 17 mars 1990     | Kontiolahti        | 7.5 km sprint    | Anne Elvebakk          | Zvetana Krasteva       | Elena Belova           |